# 西雅图邮讯报
《西雅图邮讯报》（Seattle Post-Intelligencer）是一份报道美国华盛顿州西雅图及其周边地区的网络报纸。其前身是最早创建于1863年的纸质报纸，是美国华盛顿州历史最悠久的报纸。2009年3月17日起，停止了纸质报纸的业务，完全转型为网络报纸。成为美国第一家只在网路上发行的主要日报。